# Église Notre-Dame de Lys
L'église Notre-Dame de Lys est une église située sur le territoire de la commune de Chissey-lès-Mâcon, à 32 km au nord-ouest de Mâcon, dans le département français de Saône-et-Loire et la région Bourgogne-Franche-Comté. Elle relève à ce titre de la paroisse Saint-Augustin en Nord-Clunisois, qui a son siège à Ameugny.

## Historique
Edification au XIe siècle par les moines bénédictins de l'abbaye Saint-Philibert de Tournus.
Elle fait l'objet d'une inscription au titre des monuments historiques depuis le 19 janvier 1938.

## Description
Le clocher est coiffé en bâtière.
Le toit de laves de l'abside est soutenu par une corniche à modillons, dont plusieurs sont sculptés. 
Un grand arc brisé sépare la nef (qui est couverte par une charpente apparente) de la travée droite, qui forme une sorte de transept voûté. 
Des sondages effectués depuis 1991 ont révélé onze couches successives de peinture. Au cul-de-four de l'abside, une couche picturale non datée représentait un triangle, symbole de la Trinité ; à l'occasion d'une restauration, il a disparu, cédant la place à un Christ en majesté et les symboles des évangélistes. Au mur sud de la nef, une litre funéraire porte deux blasons d'un ancien seigneur de Lys, le duc d'Aumont Rochebaron.
À remarquer, gravés dans la pierre du maître-autel : deux écussons, qui furent sculptés pendant la dernière guerre par des membres du groupement n° 4 « Vauban » des Chantiers de la jeunesse française. L'un représente l'insigne national des CJF, l'autre celui du groupement n° 4 « Vauban ».